# Рокка-ди-Ботте
Рокка-ди-Ботте (итал. Rocca di Botte) — коммуна в Италии, расположена в регионе Абруццо, подчиняется административному центру Л’Акуила.
Население составляет 690 человек (на 2005 г.), плотность населения составляет 23,13 чел./км². Занимает площадь 29,83 км². Почтовый индекс — 67066. Телефонный код — 0863.
Праздник ежегодно празднуется 23 августа.